# 2018 VP1
2018 VP1 (también escrito VP1) es un asteroide Apolo cercano a la Tierra de aproximadamente 2 metros de diámetro. Tuvo una probabilidad de 0.4% (1 entre 240) de impactar en la Tierra el 2 de noviembre de 2020. Fue descubierto el 3 de noviembre de 2018 cuándo el asteroide estaba aproximadamente a 0.003 UA (450 000 km) de la Tierra y tenía una elongación solar de 165 grados. El asteroide tiene un arco de observación de 12,9 días y no fue detectado hasta noviembre de 2018. La línea de variación (LOV) permite al asteroide la opción de impactar en la Tierra o no pasar más lejos de las 0.025 UA (3 700 000 km).

## Impacto posible sobre la Tierra
El VP1 2018 tiene una baja inclinación orbital de 3.2 ° con respecto al plano eclíptico y un MOID terrestre de solo 9700 km. El asteroide se acercó por última vez a la Tierra en noviembre de 2018 y, como tiene un período orbital de dos años, se volverá a acercar al planeta en noviembre de 2020. Se sabe dónde estará situada la Tierra en una determinada fecha, sin embargo, debido al corto arco de observación y el no haber sido observado desde 2018 no se puede saber con seguridad en qué punto de la Tierra podría caer. El Sentry Risk Table estimó que el asteroide tiene una probabilidad de 1 entre 240 de impactar sobre la Tierra el 2 de noviembre de 2020. La distancia nominal, sobre la Tierra, de JPL Horizons del 2 de noviembre de 2020 es 0,0028 UA (418 874 km) con un 3-sigma de incertidumbre de ±4 millones de km. NEODyS estimó un acercamiento sobre la Tierra, el 31 de octubre de 2020, de 0,007 UA (1 047 185,1 km).

### Línea de impacto
La línea de variación (LOV) pasa a través del océano Pacífico.
El asteroide vino en oposición (opuesto al Sol en el cielo) a final de mayo de 2020 en una magnitud aparente estimada de ~31, y no fue detectable por ningún telescopio.